# 1546
1546. је била проста година.

## Рођења
- Википедија:Непознат датум — Тихо Брахе, дански астроном.

## Смрти
- Википедија:Непознат датум — Јелена Штиљановић, српска кнегиња.